# Комариця Мар'яна Миколаївна
Мар'яна Микола́ївна Комари́ця (до шлюбу Ільни́цька) (нар. 23 лютого 1967, м. Хмельницький) — українська літературознавиця та поетеса. Доктор філологічних наук, старший науковий співробітник, завідувач відділу наукових досліджень української періодики Науково-дослідного інституту пресознавства Львівської національної наукової бібліотеки України імені Василя Стефаника.

## Біографія
Народилася у сім'ї філологів. Батько — Микола Ільницький (*1934) — літературознавець, критик, поет, перекладач. Мати — Луїза Ільницька (*1939; до шлюбу Бабич) — бібліографка, бібліографознавиця, книгознавиця.
Закінчила українське відділення філологічного факультету Львівського державного (тепер — національного) університету імені Івана Франка.
У 1994 році стала кандидатом філологічних наук зі спеціальності «10.01.08 — теорія літератури» (тема дисертації: «Еволюція фольклорної символіки в українській баладі»; науковий керівник — доктор філологічних наук В'ячеслав Брюховецький).
У 2008 році стала доктором філологічних наук зі спеціальності «10.01.01 — українська література» (тема дисертації: «Українська „католицька критика“: естетичні засади та ідеологічний контекст»; науковий консультант — доктор філологічних наук Роман Гром'як).

## Літературознавчі праці

### Монографія
- Комариця М. Українська «католицька критика»: феномен 20-30-х рр. XX ст. / Мар'яна Комариця / НАН України, ЛНБ ім. В. Стефаника, Відділення «Науково-дослідний центр періодики». — Львів, 2007. — 328 с.
  - Рецензії на монографію:
    - Крупач М. Літературна критика на сторожі Слова Божого / Микола Крупач // Дзвін. — 2008. — № 2. — С. 141—143.
    - Куца О. Нові пласти українського духовно-культурного спадку / Ольга Куца // Літературний Львів. — 2008. — № 6. — С. 4-5.
    - Подрига В. За християнську Україну / Володимир Подрига // Слово і Час. — 2008. — № 7. — С. 102—104.

Монографія М. Комариці Українська «католицька критика»: феномен 20-30-х рр. XX ст. (Львів, 2007). Обкладинка Федора Лукавого

### Автореферати дисертацій
- Комариця М. Еволюція фольклорної символіки в українській баладі: автореферат дисертації на здобуття вченого ступеня кандидата філологічних наук / АН України; Інститут літератури ім. Т. Г. Шевченка. — Київ, 1994. — 16 с.
- Комариця М. Українська «католицька критика»: естетичні засади та ідеологічний контекст: автореферат дисертації на здобуття наукового ступеня доктора філологічних наук / НАН України; Інститут літератури ім. Т. Г. Шевченка. — Київ, 2008. — 40 с.

### Статті
- Комариця М. «Там, у полі, чорний ворон кранче…»: трансформація символу ворона в літературній баладі // Дзвін. — 1993. — № 7/8. — С.161—164.
- Комариця М. Єдність релігійного та національного у творчості Миколи Чубатого // Українська періодика: історія і сучасність: доп. та повідомл. другої Всеукр. наук.-теорет. конф., Львів-Житомир, 21-22 груд. 1994 р. / НАН України, Львів. наук. б-ка ім. В. Стефаника. — Львів ; Житомир, 1994. — С.128–133.
- Комариця М. Літературно-естетична концепція католицького журналу «Дзвони» (1931—1939) // Збірник праць Науково-дослідного центру періодики / НАН України, Львів. наук. б-ка ім. В.Стефаника. — Львів, 1995. — Вип.2. — С. 246—257.
- Комариця М. Діяльність НТШ у висвітленні журналу «Дзвони» (1931—1939) // Збірник праць Науково-дослідного центру періодики / НАН України, Львів. наук. б-ка ім. В. Стефаника ; за ред. М. М. Романюка. — Львів, 1996—1997. — Вип.3/4. — С.336–345.
- Комариця М. «І я … станув перед містичною загадкою свого народу»: В. Пачовський в оцінці критики та самооцінці на сторінках галицької преси / Мар'яна Комариця // Збірник праць Науково-дослідного центру періодики. — Львів, 1998. — Вип.5. — С.306–317.
- Комариця М. Сонячне соло у «космічному оркестрі» Павла Тичини // Збірник праць і матеріалів на пошану Лариси Іванівни Крушельницької / НАН України, Львів. наук. б-ка ім. В. Стефаника. — Львів, 1998. — С.249–259.
- Комариця М. Тернова символіка у творчості І. Франка: джерела та літературний контекст // Іван Франко — письменник, мислитель, громадянин: матеріали Міжнар. наук. конф., Львів, 25-27 верес. 1996 р. / Львів. нац. ун-т імені Івана Франка. — Львів, 1998. — С.384–389.
- Комариця М. Довкола літературної дискусії 30-х рр. : «Чи повинен письменник мати світогляд?» (за матеріалами періодичних видань) // Українська періодика: історія і сучасність: доп. та повідомл. п'ятої Всеукр. наук.-теорет. конф., Львів, 27-28 листоп. 1998 р. — Львів, 1999. — С.332–337.
- Комариця М. «Кастилійка на вигнанні»: творчість Наталени Королевої крізь призму галицької преси 30-х рр. / Мар'яна Комариця // Збірник праць Науково-дослідного центру періодики / НАН України, Львів. наук. б-ка ім. В. Стефаника. — Львів, 1999. — Вип.6. — С.476–498.
- Комариця М. Майстерність генія чи геніальність майстра: літературознавчі концепції М.Гнатишака і Г.Костельника // Українська філологія: школи, постаті, проблеми: зб. наук. пр. Міжнар. конф., присвяч. 150-річчю від дня заснування каф. укр. словесності у Львівському ун-ті, Львів, 23-25 жовт. 1998 р. — Львів, 1999. — Ч.1. — С.304–309.
- Комариця М. Фольклорні матеріали на сторінках «Зорі Галицкої» // Українська періодика: історія і сучасність: доп. та повідомл. п'ятої Всеукр. наук.-теорет. конф., Львів, 27-28 листоп. 1998 р. — Львів, 1999. — С.236–248.
- Комариця М. Культ і наука: Тарас Шевченко та Іван Франко в українській католицькій критиці 20-30-х рр. // Збірник праць Науково-дослідного центру періодики. — Львів, 2000. — Вип.7. — С.296–318.
- Комариця М. Українська періодика у системі національної культури: проблема формування репертуару / М.Ільницька // Збірник праць Науково-дослідного центру періодики. — Львів, 2000. — Вип. 8. — С. 249—261.
- Комариця М. До дискусії про віру та науку (за публікаціями журналу «Дзвони» (Львів, 1931—1939) // Збірник праць Науково-дослідного центру періодики. — Львів, 2000. — Вип.8. — С.367–376.
- Комариця М. Юрій Липа в оцінці сучасників // Юрій Липа: голос доби і приклад чину / Львів. нац. ун-т імені Івана Франка. — Львів, 2001. — С. 53-61.
- Комариця М. «Бути собі ціллю»? (Ольга Кобилянська і галицька католицька критика міжвоєнного двадцятиліття) // Збірник праць Науково-дослідного центру періодики. — Львів, 2002. — Вип.10. — С.400–410.
- Комариця М. Перстені долі Євгена Маланюка // Українське літературознавство: міжвідомчий наук. зб. / Львів. нац. ун-т імені Івана Франка. — Львів, 2002. — Вип.65. — С.164–169.
- Комариця М. «Ecclesia» чи «Patria»? : Д. Донцов та католицьке літературне угруповання // Збірник праць Науково-дослідного центру періодики. — Львів, 2004. — Вип.12. — С.63-83.
- Комариця М. Культ і культура: часописна Шашкевичіана поч. XX ст. // Збірник праць Науково-дослідного центру періодики. — Львів, 2003. — Вип.11. — С.572–583.
- Комариця М. Парадокси «европеїзації» Михайла Рудницького // Україна: культурна спадщина, національна свідомість, державність / НАН України, Ін-т українознавства ім. І. Крип'якевича ; відп. ред. Я.Ісаєвич ; упоряд. В.Горинь. — Львів, 2004. — Вип.12 : Ювілейний збірник на пошану члена-кореспондента НАН України Миколи Ільницького. — С.476–485.
- Комариця М. Християнський світогляд і література (за матеріалами галицької преси міжвоєнного двадцятиліття) / Мар'яна Комариця // Образ: [зб. наук. пр.] / Київський нац. ун-т імені Тараса Шевченка, Ін-т журналістики; [гол. ред. Н. Сидоренко]. — К., 2006. — Вип.7. — С.9-22.
- Комариця М. Творча свобода і «літературний тоталізм» (на матеріалах міжвоєнної галицької преси) // Збірник праць Науково-дослідного центру періодики. — Львів, 2006. — Вип.14. — С.225–244.
- Комариця М. Літературна нагорода та літературний контекст: за матеріалами галицької міжвоєнної періодики // Збірник праць Науково-дослідного центру періодики. — Львів, 2007. — Вип.15. — С.138–157.
- Комариця М. «Дражлива тема»: дискусії у міжвоєнній Галичині щодо культу Івана Франка // Парадигма: зб. наук. праць / НАН України, Ін-т українознавства ім. І. Крип'якевича. — Львів, 2007. — Вип.3. — С.92-99 .
- Комариця М. Гавриїл Костельник: літературознавчий концепт і філософський контекст // Гавриїл Костельник на тлі доби: пошук істини: зб. наук. праць / Львів. нац. ун-т імені Івана Франка, Новосадський ун-т. — Львів ; Ужгород, 2007. — С.216–234.
- Комариця М. «Християнський націоналізм» і галицька релігійна періодика 20-30-х рр. / М. М. Комариця // Українська періодика: історія і сучасність: доп. та повідомл. шостої Всеукр. наук.-теорет. конф., Львів, 11-13 травня 2000 р. — Львів, 2000. — С.284–289.
- Комариця М. Два крила людського духу: проблема віри та науки на сторінках журналу «Дзвони» (Львів, 1931—1939) / Мар'яна Комариця // Мета. — 2000. — № 8/9. — С.6–7.
- Комариця М. Ідеї Олександра Потебні у світлі галицької преси 20-30-х рр. // Наукова спадщина О. О. Потебні в контексті сучасності: [тези доп.]: четвертий Міжнар. конгрес україністів, 26-29 серп. 1999 р. — К., 2002. — С.81-83.
- Комариця М. Християнсько-міфологічна інтерпретація символу крила в українській поезії // Київська Церква = The Kyivan Church. — Київ ; Львів, 2000. — № 3. — С.136–138.
- Комариця М. Галицька релігійна періодика про «жіноче питання» (початок XX ст.) // Українська періодика: історія і сучасність: доп. та повідомл. сьомої Всеукр. наук.-теорет. конф., Львів, 17-18 трав. 2002 р. — Львів, 2002. — С.265–271.
- Комариця М. Феєрія ілюзії: Ю. Липа про національну концепцію М. Гоголя (за матеріалами галицької преси 20-30-х рр. XX ст.) // Українська періодика: історія і сучасність: доп. та повідомл. восьмої Всеукр. наук.-теорет. конф., Львів, 24-26 жовт. 2003 р. — Львів, 2003. — С.364–370.
- Комариця М. «НовоЧасна критика» Григора Лужницького // Буття в мистецтві: зб. наук. праць і матеріалів на пошану Степана Костюка з нагоди 80-річчя / НАН України, Львів. наук. б-ка ім. В. Стефаника. — Львів, 2007. — С.273–281.
- Комариця М. Часописи міжвоєнної доби // Історія Львова: у 3-х т. — Львів, 2007. — Т.3 : Листопад 1918 — поч. XXI ст. — С.98-102.
- Комариця М. Українська «католицька критика» в дискурсивному полі міжвоєнної літератури XX віку // Sacrum і Біблія в українській літературі / за ред. Ігоря Набитовича. — Lublin: Ingvarr, 2008. — С.205–223.
- Комариця М. Католицька Акція у редакційно-видавничій та літературознавчій діяльності Олександра-Миколи Моха: інтерпретаційні моделі // Збірник праць Науково-дослідного інституту пресознавства. — Львів, 2011. — Вип.1(19). — С.432—454.
- Комариця М. Творчість Богдана Ігоря Антонича в рецепції галицьких літераторів міжвоєнної доби // «Мистецтво творять шал і розум» // Творчість Богдана Ігоря Антонича: рецепції та інтерпретації: зб. наук. праць. — Львів, 2011. — Вип.11. — С.329—341.
- Комариця М. За що «католики» й «націоналісти» не любили Михайла Драгоманова? // Вісниківство: літературна традиція та ідеї: наук. зб. Вип. 2. — Дрогобич: Посвіт, 2012. — С.231—241.
- Комариця М. Біля витоків культу: українська преса про п'яті роковини смерті Івана Франка // Українська періодика: історія і сучасність: доп. та повідомл. одинадцятої Всеукр. наук.-теорет. конф., Львів, 29—30 листоп. 2013 р. — Львів, 2013. — С.221—230.
- Комариця М. Місто «люду архангельського» у прозі Наталени Королевої // Київ і слов'янські літератури: зб. / упоряд. Деян Айдачич. — Київ ; Београд, 2013. — С.335—347.
- Комариця М. Поетичне «вірую» Юрія Липи [Післяслово] // Липа Ю. Вірую: Вибрані вірші ; перевид. за зб. 1938 р. / Юрій Липа. — Львів: Каменяр, 2013. — С.104—111.
- Комариця М. «Ототожнений з Україною»: Шевченкове слово у Визвольних змаганнях 1917—1921 рр. // Парадигма: зб. наук. праць. — Львів: Інститут українознавства ім. І. Крип'якевича НАН України, 2014. — Вип.8. — С.126—148.

## Бібліографічні праці

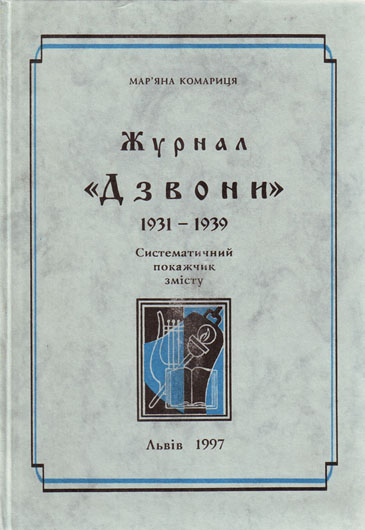
М. Комариця. Систематичний покажчик журналу «Дзвони» (1931—1939) (Львів, 1997). Літографія В. Дядинюка із обкладинки журналу «Дзвони»

- Комариця М. Журнал «Дзвони» (1931—1939): систематичний покажчик змісту / Мар'яна Комариця / НАН України, ЛНБ ім. В. Стефаника, Науково-дослідний центр періодики. — Львів, 1997. — 217 с.

## Поезії
У поетичній творчості Мар'яна Комариця фігурує під своїм дошлюбним прізвищем — Ільницька.

### Публікації
- Ільницька М. «Діалектика неба вічна…» // Прапор. — 1989. — № 2. — С. 19.
- Ільницька М. Діалектика неба // Високий замок: творчість молодих: поезія, переклад, проза, публіцистика / Упорядниця М. Людкевич. — Львів: Каменяр, 1989. — С. 39-41.
- Ільницька М. [Поезії] // Вітрила'89 : молода поезія України, молода проза України, творча майстерня / Упорядниця Л. Голота. — Київ: Молодь, 1989. — С. 19.

### Книжка поезій
- Ільницька М. Діалектика неба: поезії / [вступне слово Р. Кудлика; художнє оформлення О. Ноги]. — Львів: НВФ «Українські технології», 2006. — 80 с.

## Сім'я
Одружена, має двох доньок: Софію та Анну.